# 3,4,5-Trimethoxybenzaldehyd
3,4,5-Trimethoxybenzaldehyd ist eine organisch-chemische Verbindung mit der Summenformel C10H12O4. Es ist ein Derivat des Benzaldehyds mit drei zusätzlichen Methoxygruppen.

## Gewinnung und Darstellung
Nur noch von historischer Bedeutung ist die Gewinnung aus natürlicher Gallussäure durch Methylierung und Rosenmund-Reduktion
Natürliche Quellen wie Lignin oder Vanillin benutzen auch Verfahren über 5-Bromvanillin, die mittels Elektronentransferkatalyse entweder 5-Hydroxyvanillin oder Syringaldehyd ergeben. Methylierung mit Dimethylsulfat und Natriumcarbonat führt zu 3,4,5-Trimethoxybenzaldehyd.
Mit keinem natürlichen Ausgangsmaterial startet der Weg über p-Kresol, das durch Kernbromierung und Seitenkettenoxidation über mehrere Stufen zu Trimethoxybenzaldehyd ebenfalls über Syringaldehyd in einer Gesamtausbeute von ca. 63 % führt.

## Eigenschaften
3,4,5-Trimethoxybenzaldehyd bildet farblose Kristalle. Die Verbindung schmilzt bei 75,5 °C mit einer Schmelzenthalpie von 27,49 kJ·mol−1. Die Wärmekapazität beträgt bei 25 °C 268,7 J·K−1·mol−1 bzw. 1,370 J·K−1·g−1.

## Verwendung
3,4,5-Trimethoxybenzaldehyd wird als Zwischenprodukt für die Synthese des Antiobiotikums Trimethoprim sowie von Phenylethylaminen (z. B. Mescalin) benötigt.